# Nancy Sinatra
Nancy Sandra Sinatra (n. 8 iunie 1940, Jersey City, New Jersey, SUA) este o cântăreață și actriță americană. Este fiica cea mare a lui Frank Sinatra și Nancy Sinatra (născută Barbato), și este cunoscută mai ales pentru melodia ei din 1966 „These Boots Are Made for Walkin'”.

## Filmografie
- For Those Who Think Young (1964)
- Get Yourself a College Girl (1964)
- Marriage on the Rocks (1965)
- The Ghost in the Invisible Bikini (1966)
- The Last of the Secret Agents? (1966)
- The Oscar (1966)
- The Wild Angels (1966)
- Speedway (1968)